# جوزيف جريكو
جوزيف جريكو (بالإنجليزية: Joseph Greco)‏ هو مخرج أمريكي، ولد في 1972.

## وصلات خارجية
- جوزيف جريكو على موقع IMDb (الإنجليزية)
- جوزيف جريكو على موقع أول موفي (الإنجليزية)
- جوزيف جريكو على موقع قاعدة بيانات الفيلم (الإنجليزية)
- جوزيف جريكو على موقع كينوبويسك (الروسية)